# Munkaerő-toborzás
A munkaerő-toborzás olyan tevékenységek együttese, amely egy szervezet igényeinek megfelelő számú és összetételű munkaerő biztosítására irányulnak.

## Módszerek
- spontán jelentkezők fogadása
- saját adatbankban szereplő jelöltek megszólítása
- belső munkatársak ajánlásai
- álláshirdetések
- munkaközvetítők ajánlatai
- állásbörze
- nyílt napok
- pályázatok kiírása
- belső ajánlási rendszer alkalmazása
- szakmai közösségek ajánlásai
- fejvadász cégek igénybevétele

## Lépések
- felmérés: a vállalati munkaerőigény feltárása, a betöltendő pozíció munkaköri leírásának összeállítása, a munkabér-keret meghatározása
- álláshirdetés: a fentiek alapján az álláshirdetés szövegezése, social media posztok, apróhirdetések, stb. megírása
- toborzás: hirdetés, a cég saját adatbázisában kutatás, esetleg munkaerő-kölcsönző vagy munkaerő-közvetítő bevonása
- jelentkezések fogadása: kérdésekre válaszadás, jelentkezők adatbázisban, lehetőleg ATS-ben való kezelése
- szűrés: az előzetesen meghatározott kritériumok alapján long list kialakítása
- kapcsolatfelvétel: jellemzően telefonon, multinacionális cégeknél gyakran automatikus e-mailben tesztfeladat kiküldése, amelynek alapján kialakul a shortlist
- background check: a jelölt megbízhatóságának és készségeinek ellenőrzése közösségi oldalakon, esetleg referenciák felkeresése
- első körös interjú: általában a vállalati HR-essel (és a szakmai vezetővel) folytatott interjú a munkatapasztalatok és a soft skillek felmérésére
- második körös interjú: általában szakmaibb, mélyebb, a hard skilleket felmérő interjúkör (elmaradhat, ha az első kör elegendő, vagy a jelöltek száma nem túl magas)
- béralku: a bérigény és a vállalati munkabér-elképzelés közelítése, ebben segítséget nyújthatnak a salary guide-ok

## Álláshirdetés
A toborzás régebben gyakran alkalmazott formája az országos, területi, vagy helyi lapokban, szaklapokban, hirdetési lapban, országos-, vagy kábeltelevízióban, rádióban közzétett hirdetések, azonban ma már a legtöbb álláshirdetés az interneten érhető el.
Ha ismert a megcélzott csoport társadalmi és szociális helyzete, esetleg földrajzi elhelyezkedése, az elvárt képességi szint, akkor kerülhet sor a megfelelő hirdetési módszer kiválasztására, ahol mérlegelik a hirdetés nézettségét, a média példányszámát, az olvasottságát, az olvasói kör összetételét.
Sajnálatos módon számos hamis álláshirdetés is kering az interneten. Árulkodó jel lehet a nem céges (pl. Gmail) e-mail cím, mint kontakt, a sok helyesírási hiba vagy az irreálisan magas fizetés.

## Munkaerő-közvetítők
A munkaerő közvetítő- és fejvadász cégek megbízásos vagy eseti alapon segítik az őket megbízó vállalatok munkaerőigény szükségletének kielégítését.
Ilyen esetekben létrejön egy megbízási keretszerződés, amely szabályozza a két fél (megbízó, megbízott) kötelezettségeit, jogait, valamint a szolgáltatás részleteit, mint például megbízási díj, garanciavállalás, fizetési határidő, stb.
A keresendő pozíció részleteinek ismeretében a közvetítő cég a megbízó nevében közzéteszi a pozícióra vonatkozó álláshirdetést, kezeli a jelölteket, és ha szükséges, fejvadász tevékenységet is végez. Felkutatja, előszűri és továbbítja az alkalmasnak vélt jelölteket a megbízó részére.